# Nowickia memorabilis
Nowickia memorabilis là một loài ruồi trong họ Tachinidae.